# Funiculaire de la forêt de Myōken
Le funiculaire de la forêt de Myōken (妙見の森ケーブル, Myōken-no-mori Kēburu) était un funiculaire situé sur les pentes du mont Myōken à Kawanishi, dans la préfecture de Hyōgo au Japon. Il était exploité par la compagnie Nose Electric Railway (Noseden).

## Description

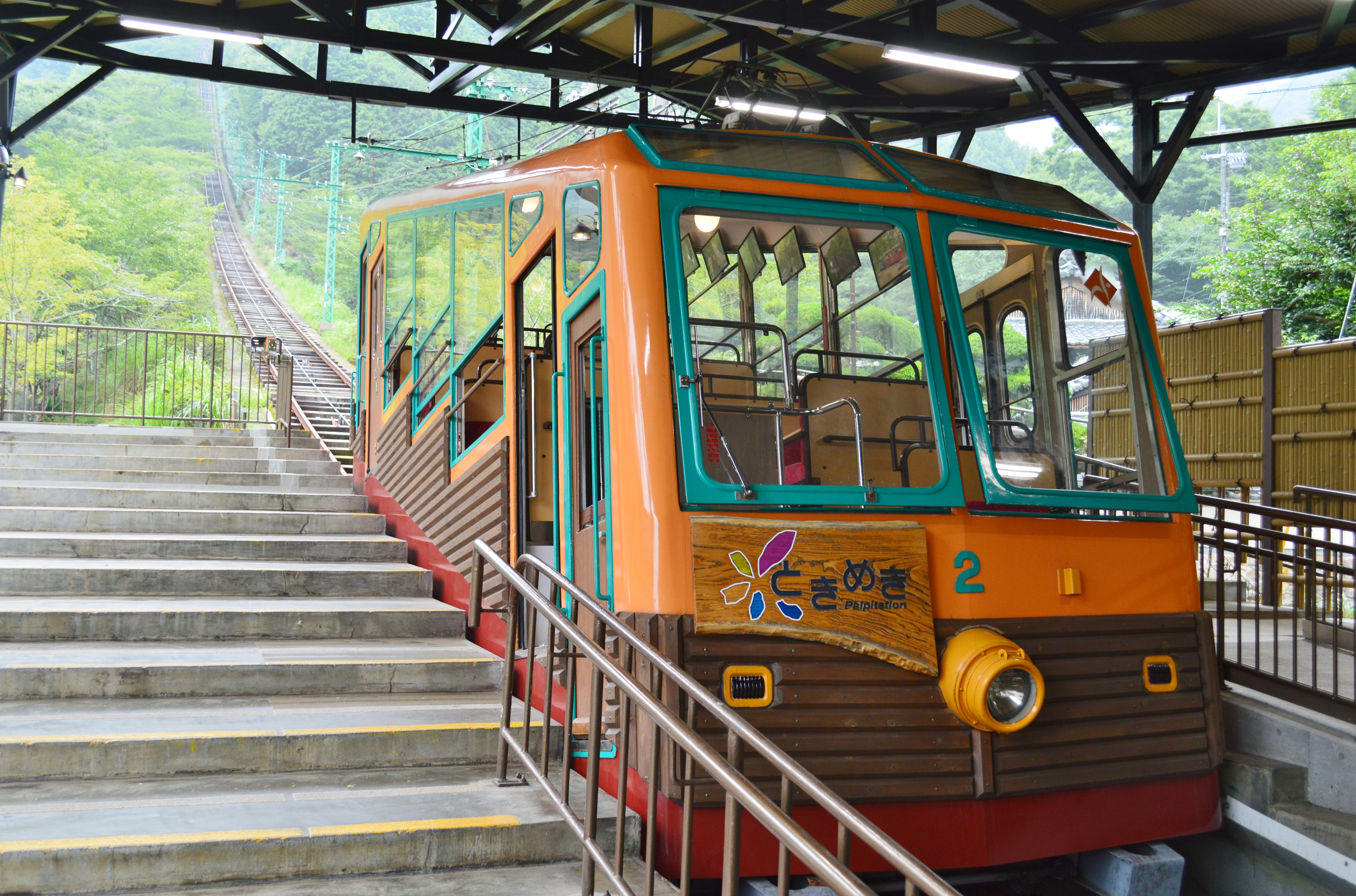
Un des deux véhicules en gare basse de Kurokawa.

Le funiculaire se compose d'une voie unique avec évitement central.

## Histoire
Le funiculaire ouvre en août 1925 en même temps qu'un second situé plus haut. Les deux funiculaires ferment en 1944, puis le premier rouvre en 1960 tandis que le second est remplacé par un télésiège, le télésiège de la forêt de Myōken (妙見の森リフト, Myōken-no-mori Rifuto). 
En juin 2023, la compagnie Noseden annonce vouloir arrêter l'exploitation du funiculaire pour juin 2024, mais la fermeture a finalement lieu le 3 décembre 2023.

## Caractéristiques

### Ligne
- Longueur : 0,6 km
- Dénivelé : 223 m
- Pente : 42,4 %
- Écartement rails : 1 067 mm
- Nombre de gares : 2

### Liste des gares
| Gare        | Nom japonais | Distance (km) | Altitude (m) | Correspondances                                               | Localisation |
| ----------- | ------------ | ------------- | ------------ | ------------------------------------------------------------- | ------------ |
| Kurokawa    | 黒川         | 0             | 237          | Noseden : Myōken (à Myōkenguchi)                              | Kawanishi    |
| Cable Sanjō | ケーブル山上 | 0,6           | 460          | Télésiège de la forêt de Myōken (à Myōken-no-mizu Hiroba-mae) | Kawanishi    |